# 206. Viteška Brigada Zvornik
Die 206. Viteška Brigada Zvornik war ein Großverband der Armija Republike Bosne i Hercegovine. Sie unterstand dem 2. Armeekorps in Tuzla. Sie wurde am 28. Februar 1993 durch den Zusammenschluss mehrerer kleinerer Einheiten von Dorfgemeinschaften gegründet und hatte ihren Hauptsitz in der Gemeinde Sapna, für deren Dorfgemeinschaften sie zuständig war. Sie wurde ursprünglich unter dem Namen 206. Brdska Brigada Zvornik ins Leben gerufen und erhielt später den derzeitigen Namen. Kommandeur der Brigade war Šemsudin Husein Muminović, Mumin Garibović war sein Stellvertreter.